# جون ولز (سياسي أمريكي)
جون ولز (بالإنجليزية: John Wells)‏ هو محامي وقاضي وسياسي أمريكي، ولد في 1 يوليو 1817 في جونستاون في الولايات المتحدة، وتوفي في 30 مايو 1877. انتخب عضو مجلس النواب الأمريكي.